# اسماعیل عباسی
اسماعیل عباسی (زاده ۱۳۲۶ در تبریز) عکاس، مترجم و نویسنده ایرانی است. عباسی، داوری ده‌ها جشنواره و مسابقه‌های داخلی عکس را نیز بر عهده داشته و بنیانگذار و دبیر جشنواره عکس کودک کانون پرورش فکری کودکان و نوجوانان بوده‌است. از تالیفات او
می‌توان از "آبی که می‌نوشیم"، "بیست سال تئاتر کودک"، "فرهنگ عکاسی" و "گنجینه موزه عکسخانه شهر" یاد کرد. ترجمه کتاب "فتوژورنالیسم " در دو جلد از دیگر آثار اوست.

## زندگی‌نامه
اسماعیل عباسی متولد ۱۳۲۶ تبریز است. عباسی دانش‌آموخته رشته مترجمی زبان انگلیسی از دانشکده ادبیات دانشگاه تهران و حقوق و علوم سیاسی از دانشگاه تهران است. این عکاس، مترجم، نویسنده، مدرس دانشگاه و داور عکس، بازنشسته کانون پرورش فکری کودکان و نوجوانان با عنوان کارشناس امور فرهنگی در سال ۱۳۸۴ می‌باشد.
او همچنین دوره‌های آموزشی را در لوور کمبریج، دوره نشر (یونسکو، ژاپن)، دوره ویرایش و انتشارات (دانش نو، تهران) و
دوره نشر کتاب (هند) گذرانده‌است. ویراستاری و گرافیست انتشارات، مترجمی، صفحه‌آرایی، گزارشگری، مدیر مسئولی نشریات و البته تدریس در دانشگاه‌های کشور در کنار عکاسی از دیگر فعالیت‌های او به‌شمار می‌آیند. او بنیانگذار و دبیر جشنواره عکس کودک کانون پرورش فکری کودکان و نوجوانان بوده‌است. برخی کتاب‌هایی که توسط وی نیز تألیف شده‌اند عبارتند از: «آبی که می‌نوشیم»، «بیست سال تئاتر کودک»، «فرهنگ عکاسی» و «گنجینه موزه عکسخانه شهر». او نویسنده و محقق برنامه‌های تلویزیونی مانند سریال‌های سرخپوستان آمریکا (۱۳۵۸)، سیاهپوستان آمریکا (۱۳۵۹)، کارگران شوره‌زار (۱۳۵۹)، جمعه خونین (۱۳۵۹)، جنگ آینه، تبعیض نژادی و… بوده‌است.
او عضویت در انجمن‌های صنفی عکاسان مطبوعات، کارگروه واژه گزینی عکاسی فرهنگستان زبان و ادب فارسی، هیئت امنای موزه عکسخانه شهر، هیئت مؤسس و مدیر مسئول انجمن عکاسی ایرانشهر، هیئت مؤسس و هیئت مدیره و عضو دائم انجمن عکاسان ایران و عضو افتخاری انجمن عکاسان تبلیغاتی و صنعتی ایران را در کارنامه دارد و سردبیری نشریات مختلف رشته عکاسی را بر عهده داشته‌است. عباسی یکی از شش هنرمندی است که در مراسم اختتامیه چهاردهمین جشنواره هنرهای تجسمی فجر از او تجلیل به عمل آمد.

## جوایز
- پنجمین دوسالانه عکس ایران (موزه هنرهای معاصر تهران)، ۱۳۷۲

## تدریس
- عضو شورای گروه عکاسی و شورای پایان‌نامه دانشگاه آزاد اسلامی(۱۳۷۶)
- مدرس دانشگاه آزاد اسلامی (۱۳۷۰ – ۱۳۸۰)
- مدرس دانشگاه شاهد (۱۳۷۹ – ۱۳۸۱)
- مدرس دانشگاه هنر(۱۳۸۶)
- مدرس دفتر مطالعات و توسعه رسانه‌ها (۱۳۷۶ تاکنون)
- داور ده‌ها جشنواره و مسابقه‌های داخلی عکس[۱۵][۱۶][۱۷][۱۸][۱۹][۲۰]
- بنیانگذار و دبیر «جشنواره عکس کودک» کانون پرورش فکری کودکان و نوجوانان، دوره‌های اول تا چهارم (۱۳۸۱ – ۱۳۸۴)
- عضو شورای سیاستگذاری و داور نهمین دوسالانه عکس ایران (موزه هنرهای معاصر تهران، ۱۳۸۳)
- عضو شورای سیاستگذاری دهمین دوسالانه عکس ایران (موزه هنرهای معاصر تهران، ۱۳۸۵)
- عضو شورای سیاستگذاری و دبیر یازدهمین دوسالانه عکس ایران (موزه هنرهای معاصر تهران، ۱۳۸۷)[۲۱]

## نمایشگاه‌ها
انفرادی:
گالری برگ تهران، ۱۳۸۰
گروهی:
- پنجمین نمایشگاه سالانه عکس ایران، موزه هنرهای معاصر تهران، ۱۳۷۲
- نمایشگاه عکس دانشجویان و اساتید دانشگاه، موزه هنرهای معاصر تهران
- نمایشگاه عکس کانون عکاسان همراه، (محل فعلی گالری لاله)، تهران
- نمایشگاه عکس، انجمن سینمای جوانان ایران، اراک
- نمایشگاه عکس، انجمن سینمای جوانان ایران، شیراز
- نمایشگاه عکس، انجمن سینمای جوانان ایران، تهران
- نمایشگاه عکس «۱۰۰ عکس، ۱۰۰عکاس»، خانه عکاسان ایران (سه دوره)
- نمایشگاه عکس کوچه مرغی، گالری شهرداری، تهران، ۱۳۷۹
- نمایشگاه عکس، گالری آتشزاد، ۱۳۸۱
- نمایشگاه عکس، از پشت سر، انجمن عکاسی ایرانشهر، گالری هفت ثمر، ۱۳۸۱
- نمایشگاه عکس در ساعت پنج، انجمن عکاسی ایرانشهر، خانه هنرمندان ایران، ۱۳۸۱
- نمایشگاه عکس، انجمن عکاسی ایرانشهر، گالری لاله، ۱۳۸۱
- نمایشگاه عکس، انجمن عکاسی ایرانشهر (به نفع زلزله زدگان بم)، گالری لاله، ۱۳۸۲
- نمایشگاه عکس، انجمن عکاسی ایرانشهر (به نفع زلزله زدگان بم)، خانه هنرمندان ایران، ۱۳۸۲
- نمایشگاه عکس، انجمن عکاسی ایرانشهر، خانه هنرمندان ایران، ۱۳۸۳
- نمایشگاه عکس، انجمن عکاسی ایرانشهر، خانه فرهنگ تبریز، ۱۳۸۳
- نمایشگاه نگاه ایرانی، دانشگاه مینه سوتا، ایالات متحده آمریکا، ۱۳۸۳
- نمایشگاه عکس تهران ۵۷، تهران ۷۵، خانه عکاسان ایران، ۱۳۷۵[۲۲]